# Dinkelland
Dinkelland – gmina w północnej Holandii, w prowincji Overijssel. Według danych na luty 2014 roku zamieszkiwało ją 25 961 mieszkańców. Siedzibą administracyjną jest miejscowość Denekamp.

## Położenie
Gmina położona jest w północnej części kraju, we wschodniej części prowincji. Siedziba gminy położona jest w odległości ok. 80 km na południowy wschód od stolicy prowincji- Zwolle. Gminę przecina droga prowincjonalna N349.